# Война за независимость испанских колоний в Америке
Война за независимость испанских колоний в Америке (1808—1826) — война, приведшая к независимости от Испании её американских колоний: современных Мексики, Венесуэлы, Перу, Чили, Боливии, Аргентины и других.

## Предпосылки
Война была вызвана недовольством широких слоёв населения политикой метрополии: широкими запретами, дискриминацией, высокими налогами, тормозившими экономическое развитие колоний. Началу войны способствовало также пробуждение национального самосознания, влияние войны за независимость США, Великой французской революции, восстания рабов в Сан-Доминго (1791—1803).
Элитой колоний были чиновники, генералы и офицеры, присланные из Испании, которые с презрением относились к потомкам более ранних выходцев из Испании — креолам. Их не допускали к высшим административным должностям.
Креолы возмущались тем, что испанские власти запрещали колониям торговать с другими странами, что позволяло испанским торговцам завышать цены на свои товары. Великобритания хотела добиться от Испании свободы для своей торговли в её колониях. Поэтому креолы надеялись на её поддержку в борьбе с испанскими властями.
Среди участников освободительного движения существовали разные интересы и направления. Во главе освободительного движения встали офицеры из креолов-дворян. Однако самой радикальной силой освободительного движения были крестьяне и ремесленники, происходившие из индейцев и метисов, которые хотели освободиться от гнёта помещиков и ростовщиков, стать собственниками своей земли, а также негры-рабы, которые рассчитывали получить свободу.
Толчком к началу войны послужили события в Испании в 1808 году, последовавшие за вторжением войск Наполеона и приведшие к зависимости страны от Франции.
В 1809 году произошли волнения в Чукисаке (ныне Сукре), Ла-Пасе и других районах Верхнего Перу (ныне Боливия), в Кито, возник антииспанский заговор в Вальядолиде (ныне Морелия, Мексика). Хотя восставшие нигде не достигли успеха, ситуация в колониях резко обострилась. Вести о поражении испанских войск в метрополии (начало 1810 года) и оккупации большей части страны французами явились сигналом к вооружённым выступлениям в испанской Америке.

## Ход войны
Война началась восстаниями в основных административных центрах — Каракасе, Буэнос-Айресе, Боготе и других. Восставшие, называвшие себя патриотами, одержали крупные победы в Венесуэле, Мексике и Ла-Плате. Однако к концу 1815 года испанцам почти удалось восстановить своё господство.

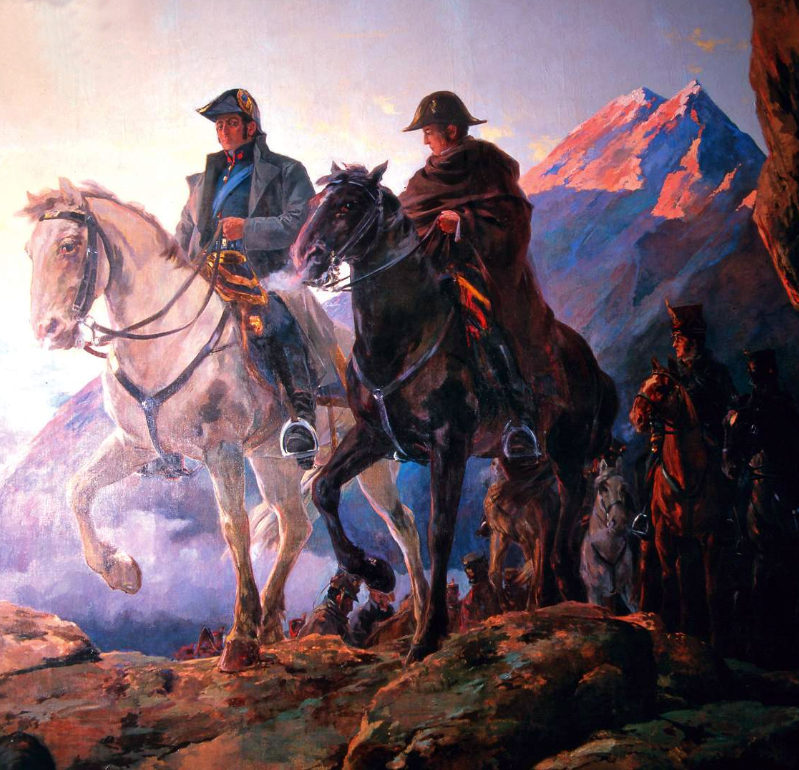
Хосе де Сан-Мартин и Бернардо О’Хиггинс с войсками переходят Анды в 1817 г., картина Юлио Вила и Прадеса

В 1816 году начался второй этап войны. Войска под руководством Симона Боливара освободили от испанского господства в 1819 Новую Гранаду, в 1821 году — Венесуэлу, в 1822 году — Кито, под руководством Хосе де Сан-Мартина — в 1816 году Ла-Плату, в 1818 Чили, в 1821 году Нижнее Перу. В 1821 году было ликвидировано испанское господство в Мексике, в 1824—1826 под руководством Сукре были разбиты последние испанские гарнизоны в Верхнем Перу.
В результате войны все испанские колонии в Америке, кроме Кубы и Пуэрто-Рико, получили независимость.

### 1810—1818

#### Новая Гранада
19 апреля 1810 года вспыхнуло восстание в Каракасе, к власти пришла Верховная правительственная хунта. 2 марта 1811 года открылся Национальный конгресс, который 5 июля 1811 года провозгласил создание первой Венесуэльской республики и 21 декабря 1811 года принял республиканскую конституцию.
В связи с наступлением испанских войск в апреле 1812 года главнокомандующим вооружёнными силами республики был назначен Ф. де Миранда, но после ряда военных неудач он капитулировал.
20 июля 1810 года в её столице Боготе также началось восстание, а 30 марта 1811 года было объявлено о создании «Государства Кундинамарки», президентом которого стал А. Нариньо. Другие провинции в ноябре 1811 объединились в конфедерацию Соединённых провинций Новой Гранады, с центром Картахеной. В 1811 году Кундинамарка аннексировала провинцию Марикита и часть провинции Нейва, что привело к первой гражданской войне в истории Колумбии.
При поддержке правительств конфедерации и Кундинамарки была освобождена значительная часть Венесуэлы, и в августе 1813 года была образована вторая Венесуэльская республика во главе с С. Боливаром. Но и она к концу 1814 пала под натиском испанцев, опиравшихся на содействие полудиких пастухов-льянеро под предводительством Хосе Томаса Бовеса.
После освобождения Испании от французской оккупации 17 февраля 1815 года в Америку на 42 транспортах в сопровождении 18 военных кораблей были отправлены 15 тысяч испанских солдат под командованием Пабло Морильо. К ним присоединились льянеро, которых после гибели Бовеса возглавил Франсиско Томас Моралес. Сначала они прибыли в Венесуэлу, где роялисты под командованием Морильо успешно боролись с революционерами. Оттуда объединённые силы в апреле совершили экспедицию на остров Маргарита (где глава повстанцев Арисменди ввиду подавляющего превосходства противника предпочёл сдаться без боя), после чего Морильо отправился в Каракас, где в мае объявил о полной амнистии. Затем началось наступление на Новую Гранаду. К маю 1816 года экспедиционный корпус Морильо восстановил власть Испании и в Новой Гранаде.

### Восстания 1809 и 1810 года
25 мая 1809 года произошло восстание в городе Чукисака в Верхнем Перу. К власти в городе пришла революционная хунта, объявившая о независимости от Испании. 16 июля вспыхнуло восстание в городе Ла-Пас, где власть также перешла в руки к военной хунте. Её возглавлял Мурильо. Также восстания произошли в городах Кочабамба, Потоси, Оруро и других местах Верхнего Перу. Контрреволюционные силы королевства Рио-де-Ла-Плата отреагировали на восстание, и уже в октябре ими был повторно занят Ла-Пас, затем все охваченные бунтом города, а в декабре пал город Чукисака. Мурильо был казнён. Но это не сломило сил повстанцев. Была создана военная организация «Республиканское Движение», в которую набирались индейцы из местных племён. Организация вела партизанскую войну вплоть до провозглашения независимости Боливии.
В столице вице-королевства Рио-де-ла-Плата Буэнос-Айресе патриоты 25 мая 1810 года отстранили вице-короля Сиснероса и учредили Временную правительственную хунту во главе с К. Сааведрой (смотри статью Майская революция). Её попытки подчинить всю территорию Рио-де-ла-Платы натолкнулись на сопротивление отдельных провинций. В Парагвае местное ополчение разбило буэнос-айресскую «Северную армию»Мануэля Бельграно (январь 1811 года). В мае 1811 года там была упразднена колониальная администрация, а в 1813 году был установлен республиканский строй. В 1814 году «Верховным диктатором республики» стал доктор Хосе Гаспар Родригес де Франсиа.
Первый триумвират назначил 27 февраля 1812 Мануэля Бельграно командующим армией Объединённых провинций в Сан-Сальвадор-де-Жужуй. Вскоре Бельграно понял, что у него недостаточно сил, чтобы защитить город, и 23 августа он приказал эвакуировать все гражданское население вглубь провинции Тукуман. Гражданские и военные ушли из города и все, что могло в нём оказаться полезным для роялистов, было уничтожено. Когда испанцы вошли в город, они нашли его пустым. В сентябре 1812 года возглавляемые Бельграно силы сумели нанёсти поражение испанским королевским войскам в провинции Тукуман, а в феврале 1813 года одержать решающую победу под Сальтой.
Население Восточного Берега (ныне Уругвай) под руководством Х. Х. Артигаса с февраля 1811 года вело борьбу против испанских, а затем вторгшихся из Бразилии португальских войск. Эта борьба осложнялась противоречиями между уругвайцами, стремившимися к созданию лаплатской федерации автономных провинций, и Буэнос-Айресом, добивавшимся образования унитарного государства. Делегаты Восточного Берега не были допущены на Генеральную конституционную ассамблею Объединённых провинций Рио-де-ла-Платы (январь 1813), а к началу 1815 года противоречия вылились в вооружённый конфликт. Буэнос-айресская армия неоднократно терпела поражения в Верхнем Перу.

#### Верхнее Перу
В городе Чукисака в Верхнем Перу 25 мая 1809 года к власти пришла революционная хунта, объявившая о независимости от Испании. 16 июля вспыхнуло восстание в городе Ла-Пас, где власть также перешла в руки к военной хунте. Её возглавлял Мурильо. Также восстания произошли в городах Кочабамба, Потоси, Оруро и других местах Верхнего Перу. Контрреволюционные силы королевства Рио-де-Ла-Плата отреагировали на восстание, и уже в октябре ими был повторно занят Ла-Пас, затем все охваченные бунтом города, а в декабре пал город Чукисака. Мурильо был казнён. Но это не сломило сил повстанцев. Была создана военная организация «Республиканское Движение», в которую набирались индейцы из местных племён, она вела партизанскую войну.

#### Чили
В генерал-капитанстве Чили 18 сентября 1810 года был смещён генерал-капитан, а его функции переданы Правительственной хунте. Но последняя не решалась на полный разрыв с Испанией, чего требовало радикальное крыло патриотов. Пользуясь этими разногласиями, испанцы перебросили подкрепления из Перу, и в октябре 1814 года разгромили чилийцев в сражении при Ранкагуа. Вскоре в стране был реставрирован колониальный режим.

#### Центральная Америка
В 1814 году южноамериканские повстанцы под руководством Бенуа Шассерио попытались атаковать Портобело, но безуспешно.

#### Новая Испания
В Новой Испании (ныне Мексика) восстание, начавшееся 16 сентября 1810 года, возглавил священник Мигель Идальго. В течение месяца инсургенты заняли обширную территорию, и в конце октября их 80-тысячная армия подошла к Мехико. Но Идальго не решился на штурм города и направился в Гвадалахару, где издал декреты об освобождении рабов, отмене подушной подати, ликвидации торговых монополий, возвращении индейцам отнятых земель. Эти меры побудили большую часть креольских землевладельцев и купцов, многих чиновников и офицеров, участвовавших в восстании, перейти на сторону испанцев, что облегчило разгром революционной армии в 1811 году, её руководители были захвачены в плен и казнены.
Но вскоре патриоты во главе со священником Х. М. Морелосом возобновили борьбу и добились серьёзных успехов. Национальный конгресс в Чильпансинго 6 ноября 1813 года провозгласил независимость Новой Испании, а 22 октября 1814 года в Апацингане принял конституцию, вводившую республиканское устройство и декларировавшую равенство граждан перед законом, свободу слова и печати. Лишь к концу 1815 года роялистам удалось рассеять главные силы восставших и расправиться с Морелосом. К тому времени в большей части Испанской Америки, за исключением Рио-де-ла-Платы, была восстановлена власть метрополии.

### 1816—1826

#### Новая Гранада (1816—1822)

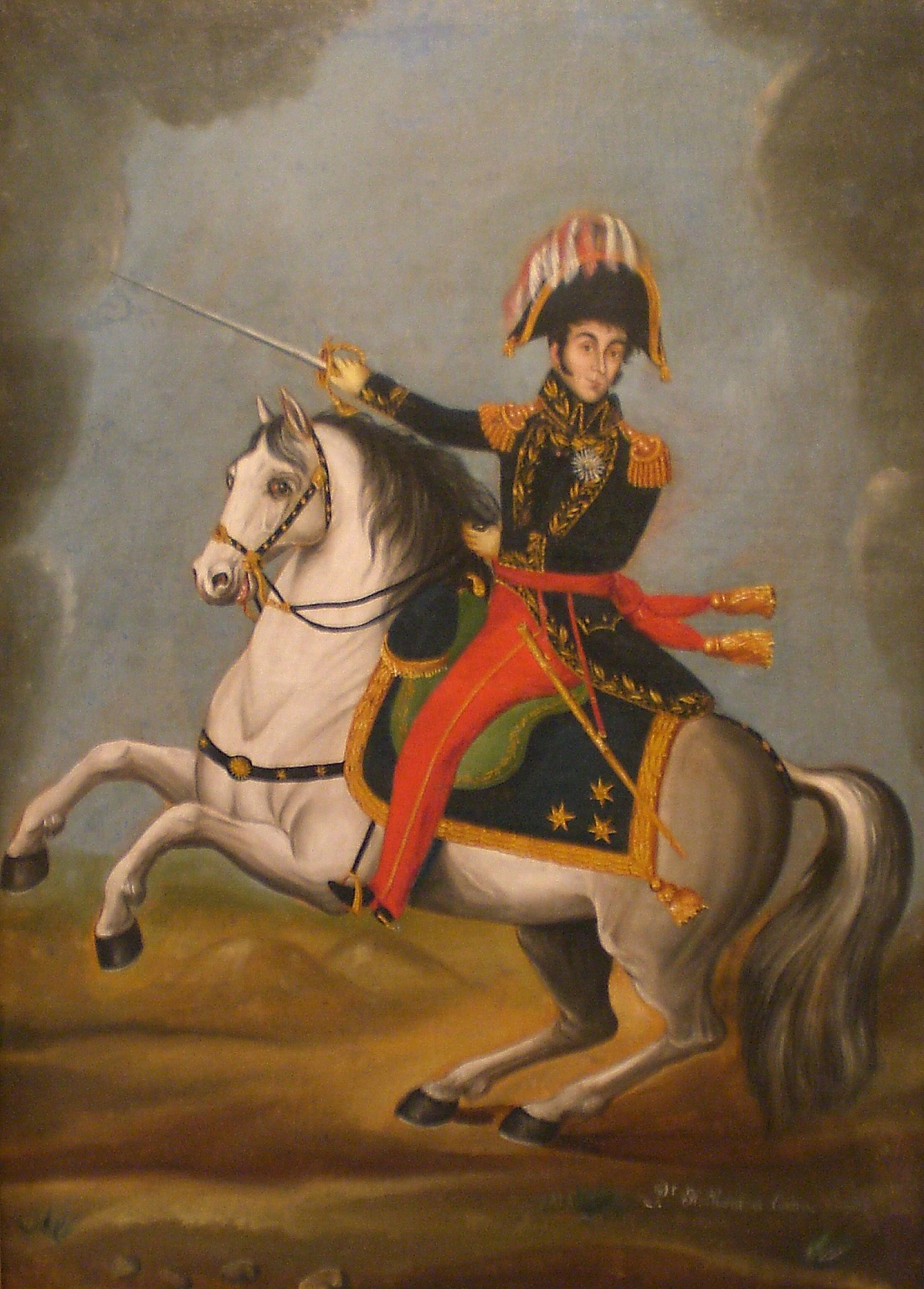
Конный портрет Симона Боливара, Хосе Хилларион Ибарра

С 1816 года в Южной Америке начался новый подъём освободительного движения. В течение 1817—1818 годов отряды Боливара освободили значительную часть Венесуэлы. Этому способствовали отмена рабства (1816 год), декреты о конфискации имущества испанской короны и роялистов, о наделении землёй солдат освободительной армии (сентябрь-октябрь 1817 года), а также переход льянеро под командованием Х. А. Паэса на сторону инсургентов и присоединение к ним многих бывших рабов. Созванный 15 февраля 1815 года в Ангостуре (ныне Сьюдад-Боливар) Национальный конгресс вновь декларировал независимость Венесуэлы, после чего войска Боливара перешли через Анды и 7 августа 1819 года одержали победу над испанцами на реке Бояке, а затем вступили в Боготу, завершив освобождение большей части Новой Гранады.
В 1819 году был собран Конгресс в Ангостуре, на котором было решено, что на территориях бывших вице-королевства Новая Гранада и генерал-капитанства Венесуэла будет создано государство под названием «Республика Колумбия». Однако в связи с тем, что значительная часть территории будущего государства в то время ещё находилась под властью Испании, было решено отложить принятие конституции до освобождения значительной части территории, чтобы в её выработке могли принять участие представители от всех провинций будущего государства. 27 февраля 1820 года ассамблея Новой Гранады одобрила это решение. Нанеся поражение испанским войскам при Карабобо  1821, патриоты завершили разгром их главных сил в Венесуэле. 30 августа 1821 года Учредительное собрание в Кукуте приняло конституцию Колумбии, провозгласившую полную независимость, и избрало президентом Боливара. В октябре колумбийцы овладели последним укреплением врага на побережье Новой Гранады — Картахеной, а в ноябре была очищена от противника Панама. В мае 1822 года к Колумбии присоединилась территория Кито.

#### Рио-де-ла-Плата и Чили (1816—1828)

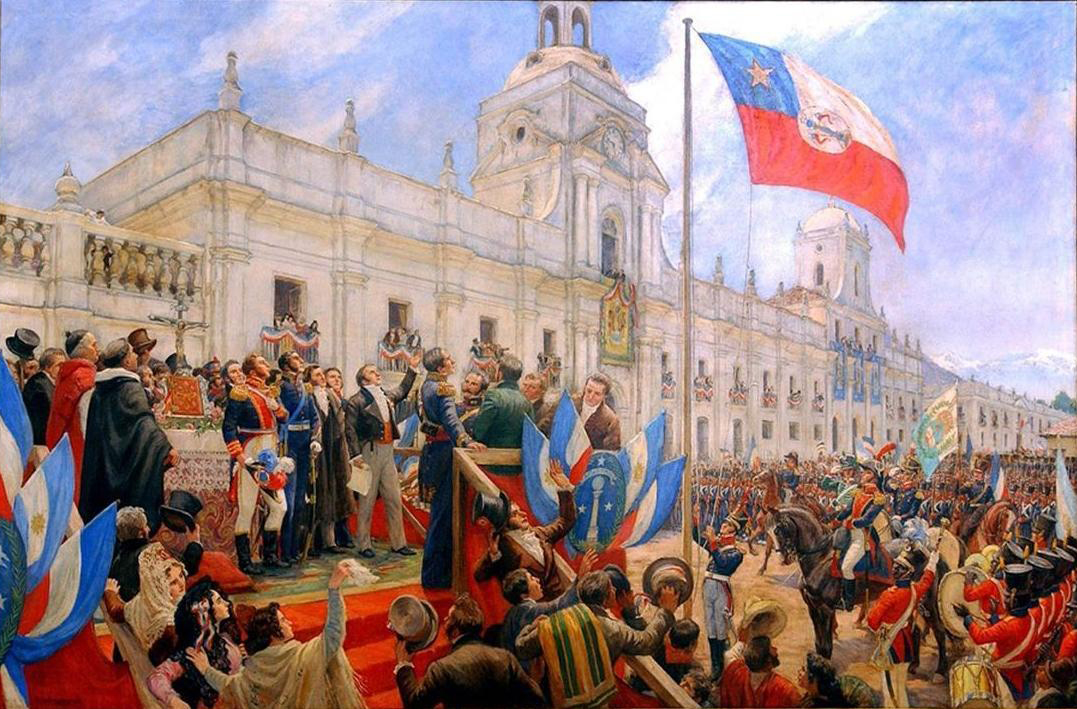
«Провозглашение независимости Чили», картина Педро Суберкассо Эрразуриза (1945 год)

На юге континента конгресс Объединённых провинций Рио-де-ла-Платы в Тукумане 9 июля 1816 объявил об их независимости. С молчаливого согласия буэнос-айресского правительства португальцы в августе вторглись в Восточную провинцию и частично оккупировали её. Сломив сопротивление отрядов Артигаса, они присоединили в 1821 году Восточную провинцию к Бразилии.
В начале 1817 Андская армия Хосе де Сан-Мартина совершила переход через Анды и 12 февраля 1817 разгромила испанские войска в сражении при Чакабуко (Чили). Избранный верховным правителем Бернардо О’Хиггинс 12 февраля 1818 года декларировал независимость Чили, окончательно упроченную в результате победы патриотов при Майпу (5 апреля 1818 года).

#### Перу (1820—1822)
В сентябре 1820 года войска Сан-Мартина высадились в Перу и к июлю 1821 года освободили значительную часть страны. Её независимость была провозглашена в Лиме 28 июля 1821 года, а Сан-Мартин стал «протектором» нового государства. Чтобы завершить освобождение Перу, он пытался заручиться помощью Колумбии. Но его переговоры с Боливаром в Гуаякиле (26 июля — 27 июля 1822 года) не привели к соглашению, после чего Сан-Мартин сложил свои полномочия перед перуанским конгрессом (20 сентября 1822 года), а позднее выехал в Европу.

#### Эквадор (1820—1822)

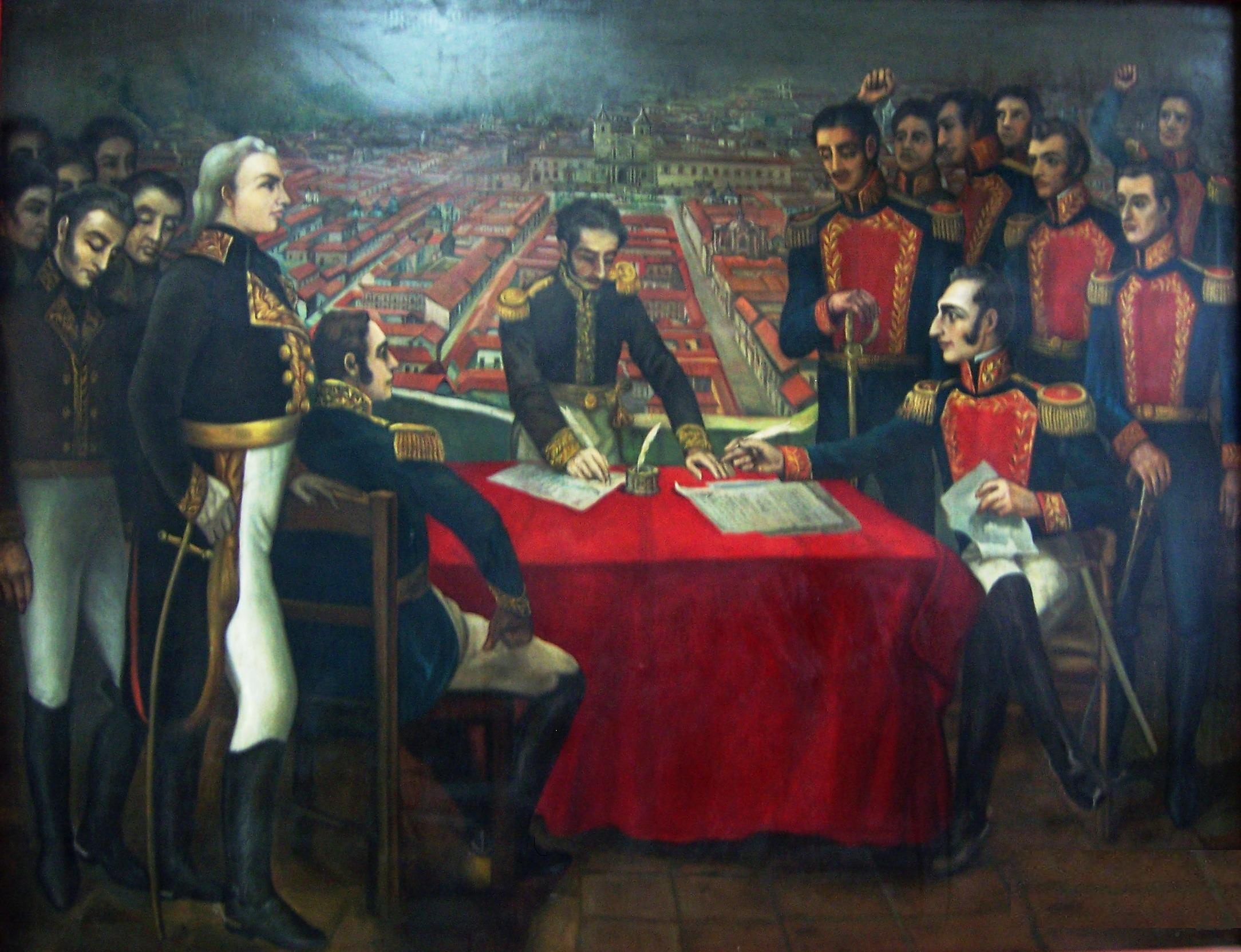
Капитуляция роялистских войск после сражения при Пичинче

9 октября 1820 года провинция Гуаякиль провозгласила независимость в ходе бескровной революции против местной колониальной администрации, образовав государство — Свободную провинцию Гуаякиль. Лидерами движения являлись эквадорские, колумбийские и перуанские офицеры колониальной испанской армии совместно с местными патриотами и интеллигенцией. Они отправили воинские формирования с целью обороны Кито и распространения революционных идей в остальные регионы страны.
В феврале 1821 года из Колумбии им была прислана помощь в виде войск испанского генерала Антонио Сукре. 24 мая 1822 года состоялось решающее сражение за Пичинчу, на склонах вулкана на высоте три с половиной тысячи метров над уровнем моря. Со второй попытки Сукре удалось победить роялистов.

#### Новая Испанияи Центральная Америка (1816—1824)
В Новой Испании под влиянием революции 1820 года в метрополии и успехов южноамериканских колоний наметился подъём освободительного движения. Консервативная элита во главе с А. Итурбиде, желая сохранить прежние порядки, стала добиваться отделения от революционной Испании. За несколько месяцев армия Итурбиде заняла почти все крупные центры и вступила в Мехико, где 28 сентября 1821 года было провозглашено создание независимой Мексиканской империи. В мае 1822 года Итурбиде объявил себя императором Августином I. 24 августа 1821 года представители испанской короны и Итурбиде подписали Кордовский договор, в котором признавалась независимость Мексики.
После завоевания независимости рядом испанских колоний активизировалось освободительное движение в генерал-капитанстве Гватемала. В конце августа—начале сентября 1821 года было объявлено об отделении гватемальской провинции Чьяпас и её присоединении к Мексике. 15 сентября собрание представителей столицы генерал-капитанства приняло декларацию о независимости. На 1 марта 1822 был запланирован созыв конгресса провинций Центральной Америки, который должен был решить вопрос о вхождении Гватемалы в Мексиканскую империю. 5 января правительство Гватемалы официально объявило о присоединении. Однако через несколько дней провинция Сан-Сальвадор объявила об отделении от Гватемалы. В Гватемалу были направлены мексиканские войска. В июле 1822 конгресс Мексики санкционировал присоединение центральноамериканских провинций. 5 декабря сальвадорская хунта заявила о намерении заключить союз с США. Генерал-капитан Гватемалы развернул военные действия против Сальвадора, и 10 февраля было официально объявлено о его присоединении к Мексиканской империи.
В 1819 году под Портобело снова высадились повстанческие экспедиционные силы, которыми на этот раз командовал Грегор Макгрегор, но они также были отбиты правительственными войсками.
Последний титулярный вице-король Новой Гранады Хуан де ла Крус Моурхеон-и-Ачет был вынужден обосноваться в Панаме, так как остальные территории вице-королевства уже практически полностью находились в руках повстанцев. В 1821 году он получил пост генерал-капитана и президента Королевской аудиенсии Кито с заданием вернуть эти земли под власть короны. Взяв войска из Пуэрто-Кабельо и Панамы, он 23 ноября 1821 года высадился в Атакамесе, имея с собой 800 человек.
Воспользовавшись его отсутствием, городок Вилья-де-Лос-Сантос провозгласил 10 ноября независимость от испанской короны. Это послужило примером для прочих сторонников независимости, и 20 ноября в Панаме генерал-комендант Хосе де Фабрега провозгласил независимость Панамы от Испании. 28 ноября был принят Акт о независимости Панамского перешейка. В соответствии с этим Актом, Хосе де Фабрега провозглашался Главным начальником Перешейка (исп. Jefe Superior del Istmo). 30 ноября состоялась церемония вступления в должность нового правительства.
1 декабря, последовав примеру Панамы, город Сантьяго-де-Верагуас также провозгласил независимость от Испании.
4 января 1822 года новые власти заключили соглашение с командирами оставшихся верными испанской короне войск о том, что в обмен на нейтралитет им будет дана возможность покинуть Панамский перешеек. Повстанцы отправили письмо Боливару, сообщавшее об их желании войти в состав создаваемого им независимого южноамериканского государства. 1 февраля 1822 года Боливар ответил согласием, и провинции Панама и Верагуас вошли в состав Республики Колумбия.
Мексиканская империя Итурбиде оказалась недолговечной, и после её краха (март 1823 года) утвердилась республиканская система, закреплённая конституцией 1824. С крушением империи Учредительное собрание представителей провинций бывшего генерал-капитанства 1 июля 1823 декларировало образование независимой федеративной республики Соединённых провинций Центральной Америки (по конституции 1824 — Федерация Центральной Америки).

#### Перу (1824—1826)
К началу 1824 последним оплотом испанского владычества на американском континенте оставалось Перу, где действиями инсургентов руководил Боливар, которого перуанский конгресс 10 февраля 1824 назначил диктатором, вручив ему неограниченную военную и гражданскую власть. Сформировав многочисленную боеспособную армию, он 6 августа 1824 нанёс поражение испанцам при Хунине, а 9 декабря 1824 их последняя крупная группировка была разбита войсками Антонио Хосе де Сукре в битве при Аякучо.

#### Боливия (1824—1826)
В феврале 1825 армия Сукре освободила Верхнее Перу. Его суверенитет провозгласило 6 августа 1825 в Чукисаке Учредительное собрание, передавшее верховную власть Боливару, в честь которого новая республика получила название Боливия.
Вскоре были ликвидированы оставшиеся очаги сопротивления испанцев в Америке: в ноябре 1825 капитулировал гарнизон Сан-Хуан-де-Улуа (Мексика), а в январе 1826 — крепость Кальяо и испанские силы на острове Чилоэ.

## Последствия войны
В результате войны за независимость американские владения Испании (кроме Кубы и Пуэрто-Рико) избавились от колониального гнёта и стали суверенными государствами. В ходе войны возникли республики: Мексиканские Соединённые Штаты, Федерация Центральной Америки, Великая Колумбия (включала территории сегодняшних Колумбии, Венесуэлы, Эквадора и Панамы), Перу, Чили, Боливия. Позже этот процесс завершился в регионе Рио-де-ла-Платы, за исключением Парагвая, который обрёл независимость ещё в 1811 году. Объединённые провинции Рио-де-ла-Платы в начале 1820 года фактически распались. Лишь 6 февраля 1826 года Учредительный конгресс в Буэнос-Айресе принял закон о создании их общего правительства, а 24 декабря 1826 года утвердил конституцию Аргентины (так стали называться Объединённые провинции Рио-де-ла-Платы). Уругвайские патриоты только в 1828 году добились признания своей государственности (согласно конституции 1830 года — Восточная республика Уругвай).
В результате освободительной войны 1810—1826 годов было покончено с монополиями, запретами и регламентацией, сковывавшими экономическое развитие колоний, созданы более благоприятные условия для вовлечения Испанской Америки в мировую экономическую систему. Были отменены подушная подать и трудовая повинность коренного населения, в большинстве стран ликвидировано рабство. Во вновь возникших государствах был установлен республиканский, парламентский строй и приняты конституции. Важное значение имели уничтожение инквизиции, упразднение дворянских титулов и иных феодальных атрибутов. Война за независимость стимулировала рост национального самосознания, ускорила формирование и консолидацию испано-американских наций.
При этом Дарон Аджемоглу и Джеймс Робинсон в книге «Почему одни страны богатые, а другие бедные» отмечают, что толчком к началу войны за независимость испанских колоний послужило вторжение Наполеона в Испанию: в покорённых им землях, или же государствах, потерпевших чувствительное поражение и понесших территориальные потери (Пруссия после войны четвёртой коалиции) появлялись институты, схожие с французскими: упразднялись абсолютизм, сословия, феодальные отношения, гильдии, вводились конституции и принцип равенства всех перед законом. Это случилось и в Испании: там был учрежден парламент (кортесы), который в 1812 году принял Кадисскую конституцию. Всё это пугало элиты испанских колоний, поскольку сулило им потерю их положения и доходов, и побудило их к восстанию, по итогам которого они рассчитывали не только обрести государственную независимость, но и сохранить свои привилегии.
В 1815 году, после краха наполеоновской империи по итогам Венского конгресса король Фердинанд VII был возвращён на престол, а Кадисская конституция была отменена. Что характерно, с этого момента сопротивление колониальных элит значительно ослабло, и корона начала возвращать себе контроль за колониями. Однако в 1820 году в Испании произошло восстание, в результате которого Фердинанд VII был вынужден восстановить Кадисскую конституцию и снова созвать кортесы. Новый парламент оказался радикальней прежнего и предложил отменить все формы принудительного труда, и колониальные элиты решили вернуться к отстаиванию независимости. В итоге, им удалось добиться независимости и сохранить прежний порядок вещей. Впоследствии в странах Латинской Америки такие институты как энкомьенда и репартимьенто существовали долгое время после обретения ими независимости, меняя свою форму, но не меняясь по сути, а у власти в некоторых странах вплоть до настоящего времени находятся представители всё тех же правящих семей, что были среди элиты и на момент обретения независимости.
Причина подобной живучести экстрактивных институтов кроется в том, что метрополия была слаба (в отличие, например, от Великобритании), а потому для победы в войне за независимость не потребовалось формирования широкой общественной коалиции, как это было, например, во время войны за независимость США (которую именно поэтому также называют Американской революцией), и местной элите удалось победить без экономических и политических уступок другим слоям населения. В результате, в отличие от США, в большинстве случаев после войны за независимость в странах Латинской Америки установились авторитарные режимы, постоянно росло неравенство между элитой и остальными группами населения, оппозиция подвергалась репрессиям, постоянно тлела борьба за власть (многочисленные военные перевороты и гражданские войны), наблюдалась экономическая стагнация.